# La Malmaison
La Malmaison és un municipi francès situat al departament de l'Aisne i a la regió dels Alts de França. L'any 2007 tenia 407 habitants.

## Demografia

### Població
El 2007 la població de fet de La Malmaison era de 407 persones. Hi havia 148 famílies de les quals 28 eren unipersonals (16 homes vivint sols i 12 dones vivint soles), 44 parelles sense fills, 68 parelles amb fills i 8 famílies monoparentals amb fills.
La població ha evolucionat segons el següent gràfic:
Habitants censats

### Habitatges
El 2007 hi havia 169 habitatges, 144 eren l'habitatge principal de la família, 11 eren segones residències i 14 estaven desocupats. 168 eren cases i 1 era un apartament. Dels 144 habitatges principals, 118 estaven ocupats pels seus propietaris, 23 estaven llogats i ocupats pels llogaters i 3 estaven cedits a títol gratuït; 2 tenien dues cambres, 10 en tenien tres, 45 en tenien quatre i 87 en tenien cinc o més. 96 habitatges disposaven pel capbaix d'una plaça de pàrquing. A 51 habitatges hi havia un automòbil i a 76 n'hi havia dos o més.

### Piràmide de població
La piràmide de població per edats i sexe el 2009 era:
| Homes | Edats   | Dones |
| ----- | ------- | ----- |
| 0     | 95 o +  | 0     |
| 0     | 90 a 94 | 0     |
| 4     | 85 a 89 | 12    |
| 0     | 80 a 84 | 4     |
| 12    | 75 a 79 | 12    |
| 4     | 70 a 74 | 4     |
| 4     | 65 a 69 | 12    |
| 4     | 60 a 64 | 12    |
| 0     | 55 a 59 | 0     |
| 4     | 50 a 54 | 0     |
| 28    | 45 a 49 | 4     |
| 0     | 40 a 44 | 16    |
| 28    | 35 a 39 | 8     |
| 12    | 30 a 34 | 28    |
| 4     | 25 a 29 | 12    |
| 4     | 20 a 24 | 0     |
| 4     | 15 a 19 | 4     |
| 12    | 10 a 14 | 8     |
| 24    | 5 a 9   | 12    |
| 20    | 0 a 4   | 16    |

## Economia
El 2007 la població en edat de treballar era de 244 persones, 175 eren actives i 69 eren inactives. De les 175 persones actives 159 estaven ocupades (88 homes i 71 dones) i 16 estaven aturades (5 homes i 11 dones). De les 69 persones inactives 12 estaven jubilades, 21 estaven estudiant i 36 estaven classificades com a «altres inactius».

### Ingressos
El 2009 a La Malmaison hi havia 142 unitats fiscals que integraven 408 persones, la mediana anual d'ingressos fiscals per persona era de 15.001 €.

### Activitats econòmiques
Dels 4 establiments que hi havia el 2007, 1 era d'una empresa de construcció, 1 d'una empresa de comerç i reparació d'automòbils, 1 d'una empresa de serveis i 1 d'una empresa classificada com a «altres activitats de serveis».
Dels 2 establiments de servei als particulars que hi havia el 2009, 1 era una fusteria i 1 perruqueria.
L'únic establiment comercial que hi havia el 2009 era una botiga de menys de 120 m².
L'any 2000 a La Malmaison hi havia 14 explotacions agrícoles que ocupaven un total de 1.503 hectàrees.

## Equipaments sanitaris i escolars
El 2009 hi havia una escola elemental integrada dins d'un grup escolar amb les comunes properes formant una escola dispersa.

## Poblacions més properes
El següent diagrama mostra les poblacions més properes.